# Књижевно друштво Раде Драинац

Књижевно друштво „Раде Драинац“ званично је основано 1966. године и саставни је део Дома културе „Радивој Увалић Бата“ у Прокупљу.
Друштво носи име првог и најзначајнијег топличког писца Рада Драинца (Радојко Јовановић, Трбуње, 1899-1943.), а његови оснивачи су били: Миливоје Марковић и Миодраг Шијаковић, Раде Војводић, Огњен Лакићевић, Драгутин Огњановић а наставили Драган Борисављевић, Благоје Глозић, Иван Ивановић, Воја Красић и Александар Чернов.
У почетку, књижевно друштво је локалној јавности, поред свог стваралаштва, приказивало и дело Рада Драинца, које је у то време било мало познато. Стицајем околности, у исто време, песник Стеван Раичковић је у „Просвети“ 1960. године објавио прву послератну збирку Драинчевих песама, што је допринело да се Драинац представи јавности као врхунски стваралац и наш највећи песник између два рата.
Након оснивања, следи објављивање Драинчеве драме у рукопису, а 1968. године едиције од шест књига: Красића, Ивановића, Глозића, Борисављевића, Чернова и др Предарага Ђинђића. Покреће се објављивање књижевног часописа Ток, који и даље издаје два броја  годишње, установљена је награда „Раде Драинац“, организовани мајски сусрети песника и Прокупље постаје један од центара књижњвних догађања у Србији.
У наредном периоду, скоро пола века књижевно друштво „Раде Драинац“ афирмисало је низ књижевника из Топлице, а љубитељима књиге у Прокупљу представило у часопису или на сусретима највећа имена наше књижевности Вељка Петровића, Бошка Новаковића, Густава Крклеца, Десанке Максимовић, Мире Алечковић, Весне Парун, Оскара Давича, Миодрага Павловића, Танасија Младеновића, Стевана Раичковић и друге. Многи песници постали су познати након што су представљени прокупљчкој публици: Вито Марковић, Милован Данојлић, Брана Петровић, Душко Новаковић, Матија Бећковић, Радомир Андрић, Слободан Ракитић...
  Под окриљем друштва, почиње рад Књижевне омладине Прокупља и наредних десетак година Књижевно друштво предводи Даниел Јовановић, да би све то наставили и унапредили Љубиша Красић, Драган Огњановић и Саша Миловановић, покрећући „Ђурђевдански књижевни конкурс“, који у Топлицу доводи младе песнике Србије и региона, као и „Поетски оргазам“  - зборник младих писаца Топлице.
Под покровитељством Књижевног друштва „Раде Драинац“и Књижевне омладине Прокупље организују се књижевне вечери и промоције песника.